# 半环扁尾海蛇
半环扁尾海蛇（学名：Laticauda semifasciata），又名半環扁尾海蛇，为眼镜蛇科扁尾海蛇属的爬行动物；为一种毒蛇。

## 描述
长达1米多，背面褐灰色，腹面黄白色或浅青色，全体有暗褐环状纹42个；头和躯干略呈圆筒形，尾巴扁平如鱼鳍，胎生。

## 分佈
分布于太平洋西部，包括印度尼西亚、巴布亚新几内亚、菲律宾、斐济、日本沿海、琉球、台湾、福建、辽宁等地，一般栖息于常栖于近海岸或海岛礁石丛或珊瑚礁中。该物种的模式产地在印度尼西亚马鲁古群岛。

## 習性
一般成群出没于海边，上岸下蛋繁殖。因速度较慢，无法追捕鱼类，所以藏在珊瑚礁中，等待鱼游过冲出捕杀。它毒性很高，能麻痹獵物。